# D'Aoust
D' Aoust was een Belgisch automerk, dat tussen 1912 en 1927 werd geproduceerd.
Opgericht door Jules d'Aoust, maakte het wagens die wel Bugatti van België werden genoemd. Naast auto's maakte het ook vrachtwagens. Jules racete in zijn eigen wagens.